# Les Belles Lettres
Pour les articles homonymes, voir Belles-lettres.
Les Belles Lettres est une maison d’édition française de littérature et de sciences humaines spécialisée, à l’origine (1919), dans la publication d’auteurs antiques. Son catalogue comprend aujourd'hui plus de mille textes grecs, latins, chinois, japonais, sanskrits, ainsi qu’en ancien français, donnés dans des éditions bilingues et issus de disciplines diverses qui ont marqué le progrès de la connaissance humaine.

## Histoire

### Mythe des origines
La légende, peut-être apocryphe, attribue l’idée originelle des Belles Lettres au linguiste et celtiste Joseph Vendryes. Désireux d’emporter dans son paquetage une édition critique d’Homère, peut-être plus précisément de l’Iliade, il ne put mettre la main que sur l’édition allemande de Teubner ou celle proposée par Hachette, dépourvue du caractère scientifique de sa rivale. L’idée serait alors née de créer une collection française d’éditions savantes de textes anciens pour se débarrasser de la tutelle allemande.
L’origine de la maison d’édition des Belles Lettres est indissociable du contexte de la Première Guerre mondiale. Le conflit armé ranimait la rivalité intellectuelle ancienne qui opposait, depuis la défaite de 1870, la France et l’Allemagne. Dans le domaine de la philologie, les Français, pourtant forts d’une tradition pluriséculaire de publication de textes grecs et latins, accusaient un net retard face aux Allemands. Quant aux publications plus récentes d’Hachette, elles visaient principalement un public de lycéens et de jeunes universitaires. Dans le contexte patriotique de la guerre, cette situation était perçue comme humiliante.

### Création de l'Association Guillaume Budé
Le projet mûrit dès 1916 autour de Paul Girard, professeur de langue et littérature grecques à la Sorbonne. Après de nombreux échanges, notamment épistolaires, avec la plupart des Hellénistes et Latinistes français, une première réunion est organisée le 19 novembre 1916 au Collège de France sous les auspices de Maurice Croiset, qui y était titulaire de la chaire de langue et littérature grecque. Le 24 février 1917, Maurice Croiset, secondé de treize confrères, parisiens ou provinciaux, dans une lettre circulaire, lance un appel à souscriptions en vue de fonder une association dont le but serait de créer, dans le cadre d’un partenariat avec une maison d’édition existante, une collection d’éditions de textes grecs et latins. Le 8 juillet 1917, se tient l’assemblée générale constitutive de l’Association Guillaume Budé – du nom du grand humaniste français du XVIe siècle. Maurice Croiset est élu président, secondé par deux vice-présidents, Louis Havet et Paul Girard, par un secrétaire général, Paul Mazon, un secrétaire adjoint, Louis Bodin, et un trésorier.

### Naissance de la Société d'édition Les Belles Lettres
L’Association Guillaume Budé dispose à l’époque de peu de moyens financiers et ne trouve pas de maison d'édition avec laquelle s'associer. Avec le concours de l'industriel Émile Lafuma, le romaniste Jean Plattard réussit à trouver les capitaux nécessaires pour y remédier. Le 17 juin 1919, est fondée une maison d’édition indépendante, la Société Les Belles Lettres pour le développement de la culture classique – qui devient en 1934 la Société d’édition Les Belles Lettres. Son capital initial de 400 000 francs est apporté par près de trois cents actionnaires privés. L’helléniste Paul Mazon est nommé président du conseil d’administration. Dès lors, les relations entre les deux institutions sont définies : l’Association Guillaume Budé garantit la valeur scientifique des publications tandis que la Société Les Belles Lettres en assume les frais et assure la vente et la rétribution des auteurs. La première collection publiée par les Belles Lettres n’est autre que la Collection des universités de France (aussi dite Collection Budé, du fait du patronage de l’Association éponyme), offrant une édition critique du texte ancien et une traduction française. Subdivisée en « série grecque » et en « série latine », ses deux premiers ouvrages paraissent presque simultanément en 1920. La « série grecque » s’ouvre avec le premier tome des Œuvres complètes de Platon (rassemblant les dialogues de l’Hippias mineur, de l’Alcibiade, de l’Apologie de Socrate, de l’Euthyphron et du Criton) est dû à Maurice Croiset, secondé par ses réviseurs, Louis Bodin et Paul Mazon. La « série latine » débute avec le premier tome du De natura rerum de Lucrèce, édité et traduit par Alfred Ernout.
Le siège social originel des Belles Lettres se trouvait au numéro 157 du boulevard Saint-Germain. En 1923, pour faire face à son développement rapide, la maison d’édition s’installe au 95 boulevard Raspail, à l’angle de la rue de Fleurus, et y ouvre une librairie spécialisée dans la philologie classique. En 1994, plusieurs des services (fabrication, relations publiques, export…), manquant de place, sont installés au 88bis du même boulevard Raspail. Cette configuration double perdure encore actuellement. Peu après leur création, les Belles Lettres se sont aussi dotées, pour stocker les ouvrages qu’elles publiaient et qu’elles diffusaient, d’un entrepôt à Montrouge, qu’elles ont conservé jusqu’à la création, en 1966, d’une véritable unité de distribution à Saint-Brieuc, vendue à la charnière des années 1980 et 1990. En 1993, les Belles Lettres aménagent un nouvel entrepôt à Gasny (Eure). Celui-ci est détruit par un incendie, avec les plus de trois millions de livres qui y étaient stockés, le 29 mai 2002. Un programme de réimpression des ouvrages est aussitôt lancé. Presque tous les livres du fonds des éditions Les Belles Lettres font alors l’objet d’une réimpression, bénéficiant au passage de corrections ou d’ajouts bibliographiques. Les entrepôts sont maintenant implantés à Gaillon, dans l’Eure.

### Naissance de Belles-Lettres Diffusion Distribution (B.L.D.D.) en 2004
En 2004, Les Belles Lettres créent une filiale de diffusion-distribution, BLDD (Belles Lettres Diffusion Distribution) afin de diffuser et distribuer les ouvrages d'autres éditeurs.
Aujourd’hui, BLDD met en vente plus de 1 000 nouveautés par an, propose un fonds de 25 000 titres et distribue près de 200 éditeurs chez plus de 4 000 libraires.

## Collections et marques
Partant du socle des humanités grecques et latines, Les Belles Lettres ont rapidement enrichi leur catalogue à travers diverses collections.
Aux sources éditées par les plus grands spécialistes, couvrant une période allant de l'Antiquité à la Renaissance, de l'Occident à l'Orient, répondent les travaux de penseurs et d'historiens contemporains, publiés dans des livres de tous domaines (histoire, science, philosophie et art), dont les connaissances et idées méritent une transmission.
Aujourd'hui, la maison compte plus de 40 collections actives à son catalogue.

### Collections actives
Tableau des collections actives aux Belles Lettres :
| Collection                                                                  | Date de création | Directeur(s) actuel(s) | Descriptif |
| --------------------------------------------------------------------------- | ---------------- | --- | --- |
| Collection des Universités de France (CUF) ou « coll. Budé », série grecque | 1920             | Jacques Jouanna (1935-) | Collection bilingue français-grec jusqu'au milieu du VIe siècle publiée sous le patronage de l'Association Guillaume-Budé. |
| Collection des Universités de France (CUF) ou « coll. Budé », série latine  | 1920             | Jean-Louis Ferrary (1948-2020) et John Scheid (1946-)                                                                                 | Collection bilingue français-latin jusqu'au milieu du VIe siècle publiée sous le patronage de l'Association Guillaume-Budé. |
| Études anciennes (Séries : grecque et latine)                               | 1920             | Dirigées respectivement par Michel Fartzoff et Dominique Briquel (1946-)                                                              | Recueil d'études en langue française sur l'Antiquité classique : thèses de doctorat, études et synthèses dans tous les domaines de recherche, publiées sous le patronage de l'Association Guillaume-Budé.                              |
| Classiques de l'Histoire du Moyen Âge                                       | 1923             | Fondée par Louis Halphen (1880-1950), dirigée par Philippe Depreux (1967-)                                                            | Textes majeurs de l'histoire de l'Occident médiéval, du VIe au XVe siècle publiés sous le patronage de l'Association Guillaume-Budé.                                                                                                   |
| Les Classiques de l'humanisme                                               | 1954             | Fondée par Mgr R. Marcel (1902-1972), P. Laurens (1931-), A. Michel (1929-2017) et A.-Ph. Segonds (1942-2011), dirigée par P. Laurens | Textes fondateurs de l'humanisme dans les domaines poétique, rhétorique, historique, philosophique et scientifique publiés sous le patronage de l'Association Guillaume-Budé.                                                          |
| Auteurs latins du Moyen Âge                                                 | 1981             | Fondée par J. Fontaine (1922-2015), dirigée par Jacques Elfassi (1974-) et Jean-Yves Guillaumin (1951-)                               | Éditions d'œuvres représentatives de l'humanisme médiéval, tels que : Poèmes, œuvres en prose et traités de philosophie, grammaire, sciences ou théologie publiés sous le patronage de l'Association Guillaume-Budé.                   |
| Réalia                                                                      | 1983             | Jean-Noël Robert (1952-) | Histoire des mentalités, cultures et civilisations, éléments concrets de la vie quotidienne. |
| Vérité des mythes                                                           | 1988             | Bernard Deforge (1947-) | Études sur la mythologie, ses lois, son langage et ses structures : mythèmes, symboles, complexes mythiques et archétypes. |
| Histoire                                                                    | 1989             | Fondée par P. Vidal-Naquet (1930-2006) et M. Desgranges (1942-), dirigée par M. Desgranges et A. Boureau (1946-)                      | Ouvrages éclairant des thèmes ou périodes historiques particulières sur la base de textes didactiques. |
| La roue à livres                                                            | 1990             | Michel Casevitz (1937-) et Aude Cohen-Skalli                                                                                          | Textes intégraux de l'Antiquité à la Renaissance, traduits du grec, du latin ou d'autres langues anciennes. |
| L'Âne d'or                                                                  | 1991             | Fondée par Alain-Philippe Segonds (1942-2011) et dirigée par Vincent Bontems (1974-)                                                  | Ouvrages issus de disciplines diverses sans limitation chronologique : champs théoriques de l'invention, histoire des arts et des techniques.                                                                                          |
| Giordano Bruno                                                              | 1993             | Yves Hersant (1944-) et Nuccio Ordine (1958-2023)                                                                                     | Œuvre de Giordano Bruno : édition critique complète de ses textes italiens et latins publiés sous le patronage de l'Istituto Italiano per gli Studi Filosofici et du Centro internazionale di Studi Bruniani « Giovanni Aquilecchia ». |
| Classiques en poche                                                         | 1996             | Hélène Monsacré | Collection bilingue français-grec et français-latin des œuvres de la Collection des Universités de France (les « Budés ») en format poche.                                                                                             |
| Figures du savoir                                                           | 1997             | Fondée par Richard Zrehen (1949-2011), dirigée par Corinne Enaudeau                                                                   | Série de monographies consacrées à un auteur — savant, philosophe, ancien, moderne — ayant contribué à la connaissance et légué à la postérité un outil intellectuel.                                                                  |
| Bibliothèque italienne                                                      | 1998             | Yves Hersant (1944-) et Nuccio Ordine (1958-2023)                                                                                     | Collection bilingue français-italien de littérature classique italienne publiée sous le patronage de l'Istituto Italiano per gli Studi Filosofici.                                                                                     |
| Guides Belles Lettres des civilisations                                     | 1999             | Jean-Noël Robert (1952-) | Ouvrages pratiques et raisonnés de culture générale sur les principales civilisations anciennes. |
| Fragments                                                                   | 2001             | Michel Casevitz (1937-) et Aude Cohen-Skalli                                                                                          | Édition de fragments de textes antiques. |
| Anagôgê                                                                     | 2001             | Fondée par Alain-Philippe Segonds (1942-2011) et dirigée par Marwan Rashed (1971-)                                                    | Études de philosophie sur l'Antiquité tardive : historiques et littéraires. |
| Miroir des humanistes                                                       | 2004             | Jean-Christophe Saladin | Textes, biographies et essais fondateurs de l'humanisme : philosophie, politique, rhétorique, médecine ou encore linguistique. |
| Sagesses médiévales                                                         | 2004             | Aymon de Lestrange | Philosophie médiévale : traductions de textes issus des trois religions du Livre. |
| Bibliothèque classique de la liberté                                        | 2004             | Alain Laurent (1939-) | Ouvrages de philosophie politique ayant fait date dans l'histoire des idées libérales. |
| Médecine et Sciences humaines                                               | 2004             | Jean-Marc Mouillie | Collection consacrée à la réflexion et au questionnement qu'appellent la médecine et les possibilités biotechnologiques contemporaines.                                                                                                |
| Collection Japon (Fiction / Non-fiction)                                    | 2005             | Emmanuel Lozerand (1960-) et Christian Galan (1960-)                                                                                  | Fiction : littérature, récits et romans japonais de la fin du XIXe siècle et du début du XXe. Non fiction : ouvrages traduits et ayant joué un rôle considérable dans l'histoire intellectuelle.                                       |
| Signets                                                                     | 2007             | Laure de Chantal | Redécouvrir les multiples facettes de l'Antiquité, grâce à une sélection variée de textes en traduction, groupés autour de thèmes. |
| Penseurs de la liberté                                                      | 2007             | Alain Laurent (1939-) | Ouvrages d'histoire des idées, biographies intellectuelles d'auteurs défendant les libertés en général et la liberté individuelle. |
| Indika                                                                      | 2008             | Michel Angot (1949-2024) | Collection bilingue français-sanskrit de textes classiques de l'Asie du sud. |
| Bibliothèque chinoise                                                       | 2010             | Anne Cheng (1955-), Marc Kalinowski (1946-) et Stéphane Feuillas                                                                      | Collection bilingue français-chinois de textes classiques de la littérature chinoise dans tous les domaines des lettres et des sciences.                                                                                               |
| Bibliothèque allemande                                                      | 2010             | Jean-Marie Valentin (1938-) | Grands textes de la littérature allemande traduits en français. |
| Le Goût des idées                                                           | 2010             | Jean-Claude Zylberstein (1938-) | Ouvrages, textes, discours d'auteurs à la pensée féconde, contribuant aux développements de l'esprit critique. |
| Bibliothèque scolastique                                                    | 2011             | Alain Boureau (1946-) et Ruedi Imbach (1946-)                                                                                         | Textes bilingues et documents monolingues issus de l'Occident médiéval (v. 1120-1420) : philosophie, théologie, sciences et droit. |
| L'Exception                                                                 | 2011             | Caroline Noirot (1975-) et Jean-Marc Mouillie                                                                                         | Textes littéraires de France ou d'ailleurs. |
| Domaine étranger                                                            | 2012             | Jean-Claude Zylberstein (1938-) | Littérature étrangère pour satisfaire une curiosité sans frontières ni préjugés. |
| Mémoires de guerre                                                          | 2012             | François Malye (1958-) | Textes inédits ou oubliés d'écrivains, de journalistes, de soldats sur les conflits vécus. |
| Traductologiques                                                            | 2013             | Jean-René Ladmiral (1942-) et Jean-Yves Masson (1962-)                                                                                | Ouvrages étudiant le phénomène de la traduction. |
| Commentario                                                                 | 2014             | Hélène Casanova-Robin | Collection bilingue français-grec et français-latin représentant un accompagnement de lecture de textes classiques de la littérature antique, sous la forme d'un commentaire.                                                          |
| Mondes anciens                                                              | 2015             | Jean-Michel David (1947-) et François de Polignac (1953-)                                                                             | Monographies d'histoire et d'anthropologie de l'Antiquité. |
| Classiques favoris                                                          | 2016             | Maxence Caron (1976-) | Œuvres classiques intemporelles, publiées en volumes reliés et sur papier écru. |
| Bibliothèque de l'Orient chrétien                                           | 2017             | Françoise Briquel-Chatonnet (1956-) et Muriel Debié (1967-)                                                                           | Textes de l'Orient chrétien (arménien, arabe, copte, éthiopien, géorgien, grec et syriaque), depuis l'Antiquité tardive jusqu'au Moyen Âge.                                                                                            |
| Docet Omnia                                                                 | 2017             | Publiée en coédition avec le Collège de France                                                                                        | Ouvrages en lien avec la recherche des Prs du Collège de France et leurs cours dispensés au sein de différentes chaires. |
| Bibliothèque secrète                                                        | 2018             | Jean-Marc Mandosio (1963-) | Édition d'œuvres classiques et de textes inédits sur les « arts secrets » (magie, alchimie et astrologie). |
| Le Goût de l'histoire                                                       | 2019             | Jean-Claude Zylberstein (1938-) | Ouvrages consacrés à la découverte ou la redécouverte de l'Histoire, injustement oubliés ou méconnus. |

### Les «Budé»
Plus de 1 000 volumes sont édités (un peu plus d'auteurs grecs que de latins). L'objectif est de « ([…] défendre et promouvoir la culture classique et la culture intellectuelle en général), la « Collection des universités de France », dite collection « Budé », comprendra tous les textes grecs et latins jusqu'au milieu du VIe siècle, mis à jour et accompagnés de traductions françaises nouvelles, d'introductions, de notices, de notes et d'un apparat critique » en littérature, poésie, philosophie, théologie, mathématiques, médecine, astronomie, géographie, droit… Toutefois, les auteurs chrétiens, qui figuraient pleinement au programme éditorial du début, ont été laissés aux soins de la collection « Sources chrétiennes » des éditions du Cerf. Seuls les écrits littéraires des Pères de l'Église font ou feront l'objet d'une édition aux Belles Lettres, comme Les Confessions de saint Augustin, par exemple.
La collection « Classiques en poche » reprend certains volumes de la série grecque et latine sans l'apparat critique, en proposant régulièrement des traductions rafraîchies, par exemple, le texte du Satiricon de Pétrone établi, traduit et commenté par Olivier Sers.